# NTrT Ary Parreiras (G-21)
O NTrT Ary Parreiras foi um navio de transporte de tropas da Marinha do Brasil. Foi o primeiro navio da Marinha do Brasil a ostentar, na popa, esse nome, em homenagem ao almirante Ary Parreiras.
Construído no Japão, foi incorporado à Armada pelo Aviso n.º 462 em 15 de fevereiro de 1957, integrando a Classe Custódio de Mello. Os seus irmãos NTrT Soares Dutra (G-22), NTrT Barroso Pereira (G-16)  e NTrT Custódio de Mello (G-15) foram retirados do serviço ativo respectivamente em 2001 e 2002. Foi descomissionado em setembro de 2009 depois de fazer sua ultima viagem de apoio logístico (APOLOG NORTE). foi vendido como sucata para o exterior e durante sua travessia 
sofreu um incidente e afundou.